# Eidet
Eidet est une localité du comté de Troms, en Norvège.

## Géographie
Administrativement, Eidet fait partie de la kommune de Målselv.